# 6667 Sannaimura
A 6667 Sannaimura (ideiglenes jelöléssel 1994 EK2) a Naprendszer kisbolygóövében található aszteroida. Kusida Josio és Muramacu Oszamu fedezte fel 1994. március 14-én.